# Spolek pro obnovu venkova Plzeňského kraje
Spolek pro obnovu venkova Plzeňského kraje je sdružení v okresu Domažlice, okresu Klatovy, okresu Plzeň-jih, okresu Plzeň-město, okresu Plzeň-sever, okresu Rokycany a okresu Tachov, jeho sídlem je Plzeň a jeho cílem je zázemí pro diskusi o problematice rozvoje venkova. Sdružuje celkem 44 obcí a byl založen v roce 2004.

## Obce sdružené v mikroregionu
- Ctiboř
- Černíkovice
- Díly
- Dnešice
- Dobřív
- Dražeň
- Dýšina
- Ejpovice
- Hlince
- Cheznovice
- Kamenný Újezd
- Kasejovice
- Kladruby
- Klášter
- Konstantinovy Lázně
- Lisov
- Lochousice
- Měčín
- Město Touškov
- Mileč
- Mlečice
- Nebílovy
- Nečtiny
- Olbramov
- Příchovice
- Přimda
- Spáňov
- Studánka
- Svojšín
- Štěnovice
- Švihov
- Úněšov
- Útušice
- Zavlekov
- Zdemyslice
- Žákava
- Žinkovy
- Bolešiny
- Hradec
- Chanovice
- Kostelec
- Němčovice
- Plánice
- Zvíkovec